# Rincón (Porto Rico)
Rincón è una città di Porto Rico situata sulla costa occidentale dell'isola. L'area comunale confina a nord e a est con Aguada e a sud con Añasco. È bagnata a ovest dalle acque dello stretto della Mona, che collega l'oceano Atlantico al Mar dei Caraibi. Il comune, che fu fondato nel 1771, oggi conta una popolazione di quasi 15 000 abitanti ed è suddiviso in 9 circoscrizioni (barrios).